# Мишинець (гміна)
Гміна Мишинець (пол. Gmina Myszyniec) — місько-сільська гміна у центральній Польщі. Належить до Остроленцького повіту Мазовецького воєводства.
Станом на 31 грудня 2011 у гміні проживало 10577 осіб.

## Площа
Згідно з даними за 2007 рік площа гміни становила 228.59 км², у тому числі:
- орні землі: 71.00%
- ліси: 24.00%

Таким чином, площа гміни становить 10.89% площі повіту.

## Населення
Станом на 31 грудня 2011:
| Опис     | Загалом | Загалом | Чоловіки | Чоловіки | Жінки | Жінки |
| -------- | ------- | ------- | -------- | -------- | ----- | ----- |
| одиниця  | осіб    | %       | осіб     | %        | осіб  | %     |
| все      | 10577   | 100     | 5432     | 51.36    | 5145  | 48.64 |
| міське   | 3117    | 100     | 1531     | 49.12    | 1586  | 50.88 |
| сільське | 7460    | 100     | 3901     | 52.29    | 3559  | 47.71 |

## Сусідні гміни
Гміна Мишинець межує з такими гмінами: Бараново, Кадзідло, Лисе, Розоґі, Чарня.